# 美馬市立三島小学校
美馬市立 三島小学校（みましりつ みしましょうがっこう）は、徳島県美馬市穴吹町三島にある公立小学校。

## 概要

### 基礎データ
所在地等
- 〒777-0003 徳島県美馬市穴吹町三島字三谷374番地

## 校訓
- 自主
- 協同
- 奉仕

## 通学区域が隣接している学校
- 美馬市立穴吹小学校
- 美馬市立脇町小学校
- 美馬市立岩倉小学校
- つるぎ町立太田小学校
- つるぎ町立貞光小学校